# Axioúpoli
Axioúpoli (en grec moderne : Αξιούπολη) est une petite ville de Macédoine grecque située au sein de la municipalité de Péonie, dans le district régional de Kilkís.

## Géographie
Elle se trouve à l'ouest de l'ancienne route reliant Thessalonique à Evzonie, frontière nord de la Grèce. Elle est traversée par l'Axios.

## Histoire
Axioúpoli est connue depuis la Préhistoire comme Atalanti des Bottiéens. La ville, qui portait le nom de Boymitsa/Bojmica (en cyrillique : Боймица/Бојмица), fut refondée en 1760 par des colons chrétiens alors qu'elle était sous domination ottomane. En 1821, des villageois se rebellèrent contre cette domination et furent sévèrement réprimés. Un comité local de l'Organisation révolutionnaire intérieure macédonienne fut fondé dans la ville en 1896 par l’enseignant Filip Dimitrov.

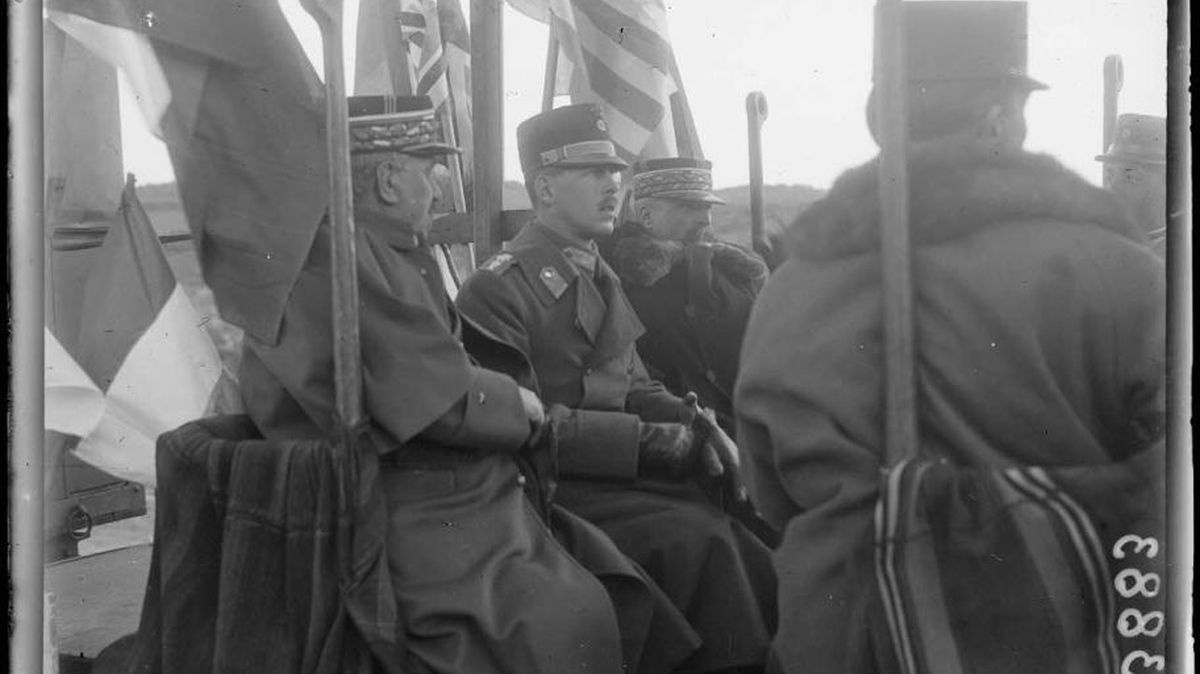
Le roi de Grèce visitant la ligne de chemin de fer en 1918.
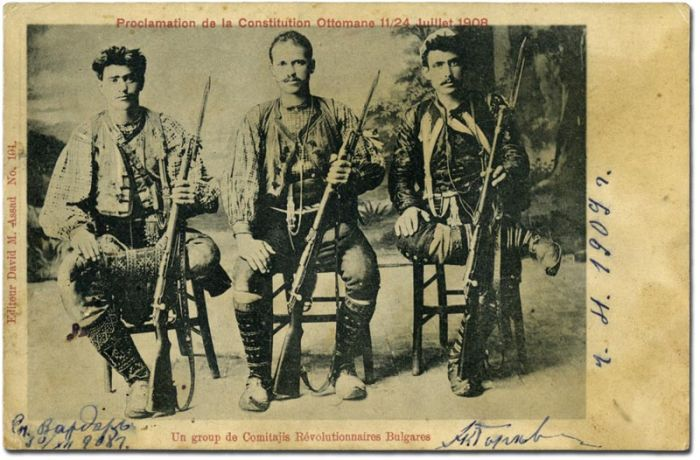
Comitadjis de l'ORIM en 1909.

Le 22 octobre 1912, après la Première Guerre balkanique, le village fut pris par l'armée grecque et la majorité de la population bulgare émigra vers la Bulgarie.
Lors de la Première Guerre mondiale, le village devint une gare importante de la ligne Decauville vers Kodza Déré et joua un rôle lors de la bataille de Skra-di-Legen. Depuis 1927, le nom officiel de la ville est Axioúpoli.
D'avril à octobre 1944, les allemands occupèrent le village du fait de sa situation stratégique le long d'un axe de transport.
Depuis la réforme territoriale de 2011, Axioúpoli constitue un district municipal de la municipalité de Péonie.